# Холодні супи
Холодні супи — супи, які готують без теплової обробки з овочів та інших продуктів на хлібному квасі, овочевих відварах, кисло-молочних продуктах.
Всі супи, які подаються при температурі нижче 14 °, відносяться до холодних.
Як правило, в холодних супах продукти не проходять теплову обробку, відповідно, у них зберігається більше вітамінів і корисних речовин.
Всі холодні супи діляться на два види залежно від консистенції — протерті, як гаспачо, і непротерті, як холодник.

## Час вживання
Холодні супи відносяться до сезонних супів, так як їх готують переважно у весняний та літній період.

## Зберігання
Готові супи зберігаються в холодильнику.

## Подача
У тарілку перед вживанням можна покласти кубики льоду або подати його окремо. Холодні супи мають освіжаючий приємний смак та аромат.

## Різновиди
Холодних супів існує безліч: окрошка, борщ холодний, чалоб, холодник, таратор, щі зелені, гаспачо, овочеві і фруктові холодні супи. Їх готують на хлібному квасі, буряковому відварі, відварі з овочів, на кефірі, йогурті, кисляку, кумисі, мацоні, томатному соку тощо.

## Холодні супи в кухнях народів світу
Холодні супи відомі з незапам'ятних часів, вони є в меню багатьох народів.
Холодні супи в різних місцевостях інколи зовсім різні страви. Об'єднує їх лише одна властивість: це завжди дрібно покришені інгредієнти, залиті якимось холодним, освіжаючим напоєм. У східних слов'ян для заливки зазвичай використовується квас. У тюркських народів і у південно-західних слов'ян — кисломолочні продукти, зокрема катик, мацоні, кумис, айран.
В різних місцевостях всі ці різноманітні холодні супи мають свої власні імена і рецепти приготування. В Болгарії, наприклад, серед холодних супів популярний «таратор». Готується на збитому кисляку з товченим часником, горіхами та огірками.
Варіант холодного супу на буряковому відварі — холодник. Це традиційна українська та білоруська страва, яке робиться з буряка, огірків, кропу, води, яєць (переважно жовтків), солі і сметани. На додаток до холодника подається смажена картопля з грибами.
У польський хлодник додають багато сметани і ракові шийки. Холодний литовській суп називається шалтибарщай (холодний борщ) і подається з гарячою відвареною картоплею або жирними котлетами.
У Франції існує багато різновідів холодного супу вішисуаз.
Все більшої популярності в Україні набуває іспанський холодний суп — гаспачо. Готується він з помідорів, огірків, цибулі, червоного перцю і хлібного м'якуша, з додаванням оливкової олії. Вважається, що назва супу походить від арабського слова, яке означає «замочений хліб». Гаспачо дуже корисний у спекотну погоду. Вся справа в тому, що з'єднання солі з часником і оцтом не дає організму швидко розтрачувати свій запас води, а хліб і оливкова олія насичують його калоріями. Існують цілі книги рецептів гаспачо, присвячені виключно приготуванню цього холодного супу.
У спекотній Каліфорнії великою популярністю користується холодний суп з авокадо. М'якоть авокадо змішують з гострим овочевим соком, винним оцтом, болгарським перцем, сіллю і зеленню.
Корейська холодна зупа ненкук може готуватися з самих різних продуктів: морської капусти, водоростей, огірків, цибулі, баклажанів, паростків сої і т. д. Зазвичай який-небудь один з цих продуктів приправляють і розбавляють водою з додаванням оцту і соєвого соусу.
У Туреччині готують річний холодний суп під назвою (сасик), що нагадує окрошку і подається до страв з рису, готується з йогурту і свіжих огірків з додаванням приправ. Таджицький варіант цього супу називається чалоб. Узбецький і таджицький холодний суп типу окрошки чалоп виготовляється на суміші катику (кисляк з пряженого молока) з водою.
В Азербайджані суп з кислого молока з додаванням зернових називається довга, а юшка, яка за складом нагадує окрошку, але готується на мацоні, називається дограмач. Також на мацоні готується грузинській овдух, щедро присмачений кіндзою.
У Вірменії з мацуна — кислого молока, свіжих овочів і зелені готують мацнабрдош. Мацоні розводять холодною кип'яченою водою. Дрібно нарізають огірки, петрушку, кинзу, кріп, кладуть в посуд з розведеним мацоні, солять і добре перемішують.
В Ізраїлі готують калте буречкес — холодний суп з буряка з додаванням огірків, редису та зелені.
У Росії королевою холодного супу називають ботвінью. Як випливає з назви, тут головним інгредієнтом є бадилля (рос. ботва), тобто верхня наземна частина рослин, тож готують її з листя різних рослин — буряка, молодої кропиви, додають туди різні овочі. У Росії до такої ботвіньї колись додавали також благородну рибу — осетрину, севрюгу, судак, подавали із скибочками балику, раками і крабами, кропом і хроном.
В Україні найпопулярнішими холодними супами є окрошка та холодник.

## Корисність
В спеку кислі заливки холодних супів в поєднанні із сіллю відновлюють водний баланс зневодненого організму та не дають йому швидко розтрачувати свій запас води, а овочі насичують його мікроелементами та вітамінами.
Холодні супи дуже добре вживати для лікування похмілля.